# おたすけマニー
『おたすけマニー』（原題：Handy Manny）は、2006年からディズニー・チャンネルの朝の放送枠プレイハウスディズニー（現・ディズニージュニア（特別枠および専門チャンネルの両方））で放送されているコンピュータグラフィックを用いたエデュテインメント・アニメ番組。このアニメの主人公マニー・ガルシアはヒスパニックでバイリンガルの修理屋である。2009年6月、テレトゥーンで初回放送された。
ロジャー・ボレン（Roger Bollen）、マリリン・サドラー（Marilyn Sadler）、リック・ギテルソン（Rick Gitelson）の3名がこの番組のプロデューサーであり、このうち、ギテルソンはエミー賞受賞経験のある脚本家兼プロデューサーでもある。この番組の制作は、トロントを拠点に活動するネルバナが行っている。 ウィルマー・バルデラマ、トム・ケニー といったレギュラーキャストのほかに、ランス・バス、カートウッド・スミス、シェリー・モリソン、フレッド・ウィラード、ペン・ジレット、ジョン・ポリト、ブライアン・ジョージ、スヌープ・ドッグ、T-Pain、キーリー・ウィリアムズといったゲストキャストも出演した。
日本では2008年7月3日からテレビ東京のディズニータイムで放送されたことがあり、現在はディズニージュニアで放送されている。字幕放送を実施。マニーの声は黄色、その他のキャラクターの声は白で表示される。

## 登場人物
※日本語吹き替え版は出演声優の全員がメイン・サブ・ゲストキャラの全てにわたって最低2役を担当している。

### 人間
マニー(Manuel "Manny" Garcia)
声：ウィルマー・バルデラマ / 吹き替え（以下同）: 細井治
シートロックヒルズ一の修理屋で、プエルトリコ系およびメキシコ系アメリカ人。しゃべる修理道具たちと暮らしている。皆を助けることに誇りを感じており、最後のほうのシーズンでは"Good Citizens Award"をうけとったが、うっかりそのトロフィーを修理していた。
仕事は電話を通じて依頼されることがほとんどで、電話を受けたらすぐに駆けつけるようにしている（ただし最初期では受話器をとっていたが、中盤以降はこの動作はほとんどない）。シリーズ序盤では道具たちが粗相をすると彼らをきつく睨んでいたが、話数が進むにつれて表情はだいぶ優しくなっている。普段から修理仕事で鍛えていて、第13話では雪のために動けなくなったシャーマンの車を、そのタイヤの下に砂を撒くことで押して動けるようにした。
依頼先へは道具箱を持って徒歩で来るほか、トラックで来ることもある。2008年12月1日に北米で放送された第228話では、おじのヒューゴーからもらったサイドカー付きの緑色のバイクにも乗っている。古いトースター集めが趣味。帽子（野球帽）は、滅多に脱がない。
設定や役回りは『ボブとはたらくブーブーズ』のボブに似ている。
ペットにロボット犬のシュウリン（Fixit、第3話Bパートより登場）がいる。第7話Bパートのエピソードで誕生日を迎える。
『きんきゅうしゅつどう隊　OSO』第58話にゲスト出演している（プラスンやノビッチなどの道具たち及びケリーも同様）。
第117話では、ケリーに恋心を抱くも、マニーが奥手でバレンタインパーティーに誘えず、最終的に（この回では義祖母の）ポルティーヨさんに助けてもらった。
ロパートさん(Mr. Lopart)
声：トム・ケニー / 入江崇史、（子供時代）ジェリー・ソーレス
本名は「レナード・フランシス・ロパート」。マニーの隣のキャンディ・ショップの店主。知ったかぶりな態度をとることが多く（同時に『～のロパート』と自称する）、不器用で意地っ張り。そのため、危なっかしく作業をする様子を心配したマニーが声をかけても大丈夫だと言った直後に、はしごなどから落ちることが多い。トラブルメーカーの為、ご近所とは表面上の付き合いはするものの、クリスマスパーティーに誘われず、煙たがられている様子。一人称は基本的には『私』だが、母親と2人だけのときは『ボク』に変化することがある。ローザ市長にだけは敬語を使って話す。
靴のサイズは28cm（第11話Aパートより）。第48話のエピソードで開店10周年を迎えた。ひいひいおじいさんは「ハンドル・ロパート」、祖父は「アロイシウス・ロパート」という名前らしい（それぞれ第65話と第44話Bパートより）。頭頂部が禿げているが、それを少し目立たなくするために、左側から右側にかけて城の跳ね橋のように5本の細い髪の束を渡していて、左端は固定させている。
ロパート母
声： / MAI
ロパートさんの母親。彼を『レナード』と名前で呼ぶ唯一の人物。時々登場するが、登場時には必ず彼を溺愛するように見える。アイルランド出身（第109話より）。髪型は幾分ソフトクリーム風。
ライル＆リーランド
声： / クリステル・チアリ（2人とも）
ロパートさんの甥で一卵性双生児。はいている半ズボンの色はライルが青、リーランドが緑。彼らが唯一ロパートにその不器用ぶりを指摘していた。
ケリー(Kelly)
声：ナンシー・トルーマン / 嶋村カオル → MAI？
マニーがよく通う道具屋（住居兼ではない）の女性店主。祖母の代から続いている道具屋の4代目。ロパートさんと彼女だけが、第1話Aパートからほぼレギュラーで登場している。髪型は襟元までのショートヘアで、後ろ側で左右に跳ねている。フルネームは「ケリー・クランショー」だが、彼女の苗字がエピソード中で出てくることはほとんどない。
マニーが依頼を受けて彼女の店に来た折に、「～が欲しい」と指定した部品は大抵そろっている。
エリオット(Elliot)
声：ランス・バス / 金丸淳一
ケリーの弟。ドラム演奏とスケートボードが得意。第1話Bパートで初登場（その回以降、何度かマニーのことを「叔父さん」と言い間違える）。
友人のキャメロンと一緒にスケートボードに乗っていない時は、ケリーの手伝いやクマールさんの在庫の手伝いに回っている。
『コケコッコー』（原題："Cock-a-Doodle-Do"）では、ミルトンという名の雄鶏を飼っていることがわかる。
ポルティーヨさん（Mrs. Portillo）
声：シェリー・モリソン / ジェリー・ソーレス
よくマニーのところへやってくるメキシコ系アメリカ人の老婆。第2話Aパートで初登場。
パン屋を経営している。ロパートさん、ケリー、ポルティーヨさんの店3軒は順に隣接している。妹が1人いる（第20話Aパートより）。
第116話（本名が「ピラール・ガルバス・ポルティーヨ」であることが明らかになる）でグランパと結婚し、マニーの義理の祖母になり、その次の第117話で彼やケリーなどから「グランマ」と呼ばれる。
番宣（Dlife版）では、マニー以外で登場している唯一の人間。
クイン
ポルティーヨさんの孫で長男。10歳。
アレックス
クインの弟で6歳。
ローザ市長（Mayor Rosa）
声：ナンシー・トルーマン / MAI
シートロックヒルズの女性市長。第4話Bパートで初登場。髪の前半分（顔の真上あたり）は白髪、後ろ半分は黒髪。物腰が良く、なおかつ威厳があり、ぶっきらぼうな話し方のロパートさんでさえも彼女に対しては敬語で応対している。
グランパ（Abuelito）
声：カルロス・アラズラキ / 入江崇史
マニーの祖父である元軍人。マニーだけでなく、ケリーやロパートさんなどからも「グランパ」と呼ばれている。第116話（本名が「マニュエル・エステベス・ガルシア」であることが判明）でポルティーヨさんと再婚する。
通常は第1の挿入歌直前にマニーが道具たちを召集点呼するが、第8話Aパートだけはマニーでなくグランパが召集点呼を行った。
ローラ
マニーの姉にしてルーベンの妹。主婦。第18話Aパートで初登場（チコも同時に）。小さい時はジュリエッタと瓜二つ（リボン含む）だが、メガネをかけていた。
ペペ
ローラの息子。
チコ
声：ミンディ・バーバノ / クリステル・チアリ
ローラの息子で、ペペの弟。まだ幼いが、母親以上に叔父のマニーが大好き。『マニーのオートバイ』では、彼にとってひいおじいちゃんであるグランパとは（エピソード内で）初対面だが、グランパのことがあまり好きではない。第83話Aパートから幼稚園に通うことになる。
ルーベン
マニー＆ローラの兄。マニー及びローラ一家がシートロックヒルズに引っ越して来た後も、コンクリートフォールズにて実家の自動車整備業を継続している。
ドゥエイン・ブーファント
シートロックヒルズ一帯のTV局のレポーター。
サンチェスさん
声： / 小森創介
第3話Bパートより登場。
ジュリエッタ
声：イザベラ・パハロ / MAI
サンチェスさんの孫娘。第1話Bパートで初登場だが、その回では名前不明扱いで、本格的な登場は第3話Bパートから。靴のサイズは20cm（第11話Aパートより）。
チュー先生
声：ジェイムズ・サイ / 入江崇史
シートロックヒルズ小学校校長。第10話Aパートで初登場。
エドゥアルド署長
シートロックヒルズの消防署長。
マリオン
声：スーザン・ブルー / ジェリー・ソーレス
シートロックヒルズ図書館の司書。第2話Bパートで初登場。
クマールさん（Mr.Khmar）
声：ブライアン・ジョージ / 小森創介
ヒンズー系の陶器屋。第4話Aパートで初登場。神経質な時は言い回しがおかしくなる。弟が1人いる（第63話Bパートより）。
ジョンソンコーチ
シートロックヒルズの少年野球のコーチとサッカーの監督を兼業している（サッカー監督は第96話Aパートからアヤラさんが引き継ぐ）。第6話Bパートで初登場。
カイル
ジョンソンコーチの息子で、父親と同様に丸坊主頭。クインのクラスメート。
クリス
第37話Bパートに登場。車いすを常用しているが、バスケットボールが大得意。シートロックヒルズ小学校の近所に引っ越してきたばかり。
アヤラさん
第11話Bパートから登場。アルゼンチンから引っ越してきて間もないが、ボウリング場と洗車場を経営している。
番宣（特別枠版＆専門チャンネル版）では、マニー以外で登場している唯一の人間。
アヤラ夫人
マルセロ
アヤラさんの長男。登場してすぐにネルソンと友達になる。まん丸メガネが特徴。
ルシア
アヤラさんの姪で15歳になったばかり。第53話Bパートで登場。
ネルソン
声：ローレン・トム / ジェリー・ソーレス
マルセロの親友。一見するとキツネ目であり、目つきはやや鋭い。兄が2人（ケヴィン＆スティーヴン）いる。
リーさん
声：ローレン・トム / MAI
ネルソンたち3人の母親。家族全員が第3話Aパートで初登場。リーさん一家とアヤラさん一家は隣同士。
ガブリエラ
第12話Bパートに登場。公園の噴水が壊れたことをマニーに言いにくるだけでなく、その欠片も持ってきた律儀な人。
ジャスミン・チャン
シートロックヒルズの新聞記者。すぐ上のガブリエラの直後に初登場（以後も何回か出てくる）。しゃべりは幾分早口。靴のサイズは25cm。ドゥエイン・ブーファントの家の壁に、彼とジャスミンのツーショット写真が貼ってある。
ジャッキー・グリーンウェイ
シートロックヒルズ公園の管理人をしている女性。第25話Bパートなどに登場。エビの尻尾のような極太のおさげ髪が2本あり、体型はぽっちゃり型。
カルメラ・コルバンクル
芸術家（美術系）。第45話などに登場。陶芸教室を開いている。現在の生徒数はスサナ等5人だが、エリオットも以前カルメラに陶芸を習っていたことがあり、それが縁で彼女はエリオットと付き合っている（第117話より）。ターニャが公園で売っているアイスクリームの中でピスタチオ味が大好物。
マニーとは中学生時代の同級生だった。
アルバレスさん
第8話Bパートで本格的に登場する（夫人＆イザベラはラストシーンのみ）が、その前の第1話Aパートで1コマだけ、スサナと一緒にマニーの店の前あたりを歩いていた。芝刈り機など特殊車両のセールスをやっているらしい（第88話Bパートより）。
アルバレス夫人
スサナ
アルバレスさんの長女。髪型はおかっぱ頭風。家族が妹のイザベラばかりに関心を寄せ、不安に思っていたが、マニーの一言でその不安は解消された。
イザベラ
生後間もない、アルバレスさんの次女。近々妹ができる予定。
シャーマン
声：ボブ・グローバーマン / 金丸淳一
洋服屋兼靴屋をやっている。ユダヤ教徒（第13話より）。
キャシー
ペットショップの店長。第5話Aパートで初登場。顔はやや横長い。
ラクターさん
おもちゃ工場の工場長。第5話Bパートで初登場。ヒゲはM字型をしている。
サム
自転車屋を経営している。第7話Bパートで初登場。下半身が不自由で、車いすを常用している。従業員は男女1人ずつの2人で、彼らのうち男のほうはキャメロン。
キャメロン
サムと同様、第7話Bパートで初登場だが、名前は第34話Aパートで明らかになる（エリオットによってマニーに紹介される）。エリオットの親友で、彼にスケボーの乗り方を教わる。
ジョー
マニーのお得意さんの大工。第9話Aパートで初登場。
ペギー＆ミゲイル（＝グラトル夫妻）
ゴルフ場を経営している。ミゲイルは少々耳が不自由で、設定上担当声優はいない。第9話Bパートで初登場。
ウィリー
第17話Aパートのみに登場。当作品で数少ない1話限定キャラ。シートロックヒルズ地域の訪問販売員。ある日、マニーの店にやってきて、イチ押しの商品「ワンダーツール3000」をぜひ使ってくれと言わんばかりに彼に押し付けて隣のロパートさんの店に向かうが、後に「ワンダー…」の使い勝手の悪さを2人に指摘されて回収を余儀なくされる。
シンさん
第30話Aパートなどに登場。豪邸に住んでいて、全ての登場人物中で持ち家の面積が一番広い。
リーラ
シンさんの娘で、父親と同時に初登場。マニーがシンさんと仕事の打ち合わせをしている際に、待機中の道具たちの中からマイナーを選び、ままごと遊びに強制参加させるために彼を乳母車に乗せて哺乳瓶を咥えさせたりしたが、遊びの最中にマニーに促されてマイナーを解放する。
同じ年頃のネルソン、スサナ、マルセロ、ジュリエッタと時々遊んでいる。
ターニャ
シートロックヒルズ公園でアイスクリームを売っているロシア系アメリカ人の女性。髪型はやや特徴的で、一見ツインテール風だが右側テールのみ前後2個ある。
オレグ＆マリア
シートロックヒルズ随一のダンスパートナー。
ダニー・スター
声： / 小森創介
シートロックヒルズ在住の歌手でケリーの幼馴染。第53話Aパートで初登場。
エレナ
シートロックヒルズ郵便局の局員。
オーレリア
声： / ジェリー・ソーレス
「歌うヘアサロン」という美容室を経営していて、仕事中は常に歌っている。第60話Bパートなどに登場。
レナルド
声：ジェシー・コルティ / 入江崇史
クマールさんの隣に住んでいる。
ピート巡査
シートロックヒルズの警察官の1人（マニーの店の近くを管轄）。第51話Bパートに登場。
トンプソン園長
シートロックヒルズ幼稚園の園長先生。コインランドリーも経営している（第42話Aパートより）。
ロペス先生
シートロックヒルズ小学校の理科教師。気象予報士も兼業していて、毎日のラジオ放送での天気予報も担当している。第42話Bパートに登場。
イザベル・モントーヤ
声：レイニー・ロドリゲス
シートロックヒルズ中学校の陸上部に所属しているスプリンター。第42話Aパートに登場。彼女が自宅まで走り去る際に、ノビッチは彼女の名前を「イザベラ」と言い間違えたが、明らかにアルバレス一家とは何の関係もない。
ヒラリー先生
シートロックヒルズ小学校の音楽教師。
フランシスコ
第34話Bパートに登場。農場を経営している。彼の助手である女性・シェリーはケリーと瓜二つ。
ナイジェル
シートロックヒルズ博物館に勤務する考古学者。第45話Bパートに登場。
ルイージ
シートロックヒルズ公園でホットドッグを売っている老人。第52話Aパートに登場。マニーに「（高齢を理由に）今日で引退する」と打ち明けるが、彼は修理したての（幼少時に使用していた）自転車をルイージに譲ることで、引退を撤回させた。
シエロ船長
第49話Aパートのみに登場の女性。彼女専用の気球でノカネイリン湖（=シートロックヒルズ近郊の湖）付近の上空を漂流している際に、気球の羽の不具合でシートロックヒルズ公園に不時着し、偶然マニーと出会ったが、羽が修理されると急ぎ足ですぐに旅立っていった。
イナム
第100話に登場の宇宙人。マニーが昼寝しているときに、彼の夢の中でイナムの乗った円盤が故障＆不時着したという動機で、2人は出会うことになる。
バイオレットさん
第110話Aパートに登場。室内装飾家。女性だが顔はロパートさんにある程度似ている。
エミー先生
第110話Bパートに登場。獣医。
ダンディ・ダン
『マニーのおおしごと』の項を参照。
ジョンソン市長
『しゅうりこうじょうをまもれ！』に登場。ルーベンが住んでるコンクリートフォールズの市長。モール建造計画のために不本意ながらルーベンの修理工場を廃業させようと説得するが、泣きながらルーベンの工場の存続を懇願する孫娘アンジェリーナの涙を見てモール新設計画を撤回した。本編のジョンソンコーチとは同名なだけで一切関係ない。
デコトラの女運転手
本名不明。『マニーのオートバイ』に登場。トン、シメール、ピッカーは彼女の運転するトレーラー荷台に誤って潜伏し、マニーの手を煩わせた。

### 道具たち
マニーのそばには、常に7つ（第54話からは8つ）の『道具たち』がいる。彼らのうち、キルリ＆シメールのみ女性人格で、それ以外全員は男性人格。また彼らの活動は、本編において、重要な役割を果たす。ピッカー以外の道具たち1つ1つの体色は、全部または一部が虹色の7つのうちの1つになっている（赤=キルリ、橙=モンキ、黄=プラスン、緑=シメール、青=トン、藍=マイナー、紫=ノビッチ）。
道具たちは毎回必ず、お得意さんの家にマニーに連れていってもらう時と、その家々で作業にとりかかる時の2回、挿入歌を歌う。その歌詞は『すすめ！オクトノーツ』や『きんきゅうしゅつどう隊OSO』のそれとは異なり1通りしかない（ただし、1曲めでのマイナーのセリフのみ2つのバージョンあり ）。
プラスン（"Felipe"）
声：カルロス・アラズラキ / 小森創介
黄色いプラスドライバー。いつも自分が最も重要な道具だと思っているが、彼の提案がマニーらに立ちはだかる問題を悪化させることもある。英語版ではスペイン語をよく使うため、ほかの道具が通訳をしている。
『マニーのおおしごと』でのマイナーとの会話から、マイナーがプラスンより先にマニーの仲間になったことが明らかになる（プラスンは最初はダンディ・ダンのことを知らず、マイナーがフォローした）。
マイナー（"Turner"）
声：ディー・ブラッドリー・ベイカー / 入江崇史
青いマイナスドライバー。 気難しい皮肉屋で、他者への二人称はほとんど常に「あんた」（人間に対して）か「お前」（トンなど他の道具に対して）のどちらかだが、第13話で1度だけロパートさんを「あなた」と呼んだ。
プラスンとはライバル同士だが、第9話Aパート『スーパーヒーロー(" Supremoguy ")』 では、建設現場の足場から落ちそうになったプラスンを助けるのを手伝った。
ノビッチ（"Stretch"）
声：ニカ・フッターマン / ジェリー・ソーレス
物の長さや重さなどを測定するのが大好きなメジャー 。
番宣で唯一、自己紹介を完全にしている。歯の上部中央が欠けているが、これはメジャーの出し入れをし易くするため。
巻尺だけでなくストップウォッチ機能も内蔵している（第25話Bパートより）。
シメール("Squeeze")
声：ニカ・フッターマン / 嶋村カオル → ジェリー・ソーレス？
不器用なペンチ。持ち手は緑色をしている。体長は11.4cm（ノビッチの計測による）。
第8話Bパートでのトンとキルリの会話時のセリフで、シメールは彼ら2人より後にマニーの仲間になったことが明らかになる。
トン（"Pat"）
声：トム・ケニー / 金丸淳一
おしゃべりで愉快な金づち。ただし頭は良くない。体長は30cm（ノビッチの計測による）。
『トンはドライバー?（" Pat the Screwdriver "）』では記憶喪失になり、自分をドライバーだと思い込んでいた。「僕とんかちだもん（"I'm a hammer"）」が口癖。最初のEDで「タッタタッタタッタタッ」という音を伴う軽快なダンスを披露している（しかしその直後ノビッチに制止された）。
キルリ("Dusty")
声：キャス・スーシー / クリステル・チアリ
木などを切るのが大好きなのこぎり。賢い彼女のアイデアはうまくいきやすい。第53話Aパートでダニー・スターに一目ぼれしたらしい。
第2の挿入歌で彼女が歌う番になると、その巨体を生かして、歌いながら時々様々な方向からどアップで登場する。
モンキ（"Rusty"）
声：フレッド・ストーラー / 小森創介
臆病で心配症のオレンジ色のモンキーレンチ（ただしパイプレンチに見える）。
勇気を出すのにマニーの手を借りたこともある。
ピッカー（"Flicker"）
声：グレイ・デリスル / MAI
英語を勉強中の懐中電灯。そのため、原語版ではほとんどスペイン語で会話する。第54話Aパートより登場。マニーがヒューゴ叔父さんからサイドカーつきのバイクを譲り受けた時に、その付属品入れに入っていたのをシメールによって最初に発見され、マニーたちの仲間になる。ピッカー登場前の第29話Aパートで、マニーはポルティーヨさんの家の灯りの不具合修理のために、人格をもたない普通の懐中電灯（両端が黒、中央部は黄色）を使っている。
マニーと一緒にいる道具たちの中で唯一、第73話Aパートでダニー・スターと初めて会うが、その後もキルリが時折彼のことばかり話すのでダニーがあまり好きではないらしい（第103話より）。
体長は10cm（ノビッチの計測による）。
以下に列挙する道具たちはビーマーを除く全員が第84話で初登場（ビーマーはその次の第85話で）。『ツール・スクール』にも時々出ている。
オーダンス("Roland")
声：ビル・ファッガーバッケ
巨大な道具箱。引き出しは腹部にあり、3段構え。トン同様忘れっぽい性格。
カッチ＆ガッチ("Ticks & Totts")
ジェシー・コルティ（カッチ）、クリストバル・パーソン（ガッチ）
双子のソケットレンチ。
パパ,ママ＆ジュニア（"Lefty, Lily, & Junior"）
マーク・デカーロ（パパ）,グレイ・デリスル（ママ）,キャス・スーシー (ジュニア)
スパナの一家。パパはオレンジ色のスパナで、ママは黄色、ジュニアは薄い青色のスパナである。
ビュン("Zip")
声：エディ・ディーゼン
電動ドリル。早口でしゃべる癖があり、仕事も早い。
クシュン("Sneeze")
声：トム・ケニー
作業用掃除機。ごみを吸い込むとくしゃみをする癖がある。
ビーマー("Beamer")
声:スティーブ・モレノ
レーザー水準器。
トガリン("Pinzas")
声:キャス・スーシー
ラジオペンチ。道具たちの中で唯一、本編にも番外編（『ツール・スクール』を除く）にも登場しない。
以下の4人は全て、第65話でのマニーやローザ市長の想像した開拓時代のシートロックヒルズにいた人物。
ウィング＆ナット("Wing & Nut")
声:???
道具たちが大好きな、当作品中のアニメ『ウィング＆ナット』の蝶ボルト2人組。

### その他（ペットなど）
シュウリン
前述（マニーの項参照）のとおり、第3話Bパートより登場のロボット犬。脚の代わりに任意の方向に転回可能なキャスターがついており、その上に伸縮自在（最大の伸び幅は、シュウリンの背中がマニーの顎と同程度の高さになるまで）な太い円型パイプが乗っていて、さらにその上にシュウリン本体がある。本体はラジオを内蔵している。
フラッフィー
ロパートさんの飼い猫。フルネームは「フラッフィー・ルイーズ・ロパート」（第65話より）。猫なのにロパートさんと同じバーコード頭をしている。
カルロス
ポルティーヨさんの飼い犬（彼女に時々「ダーリン」と呼ばれている）。雄のチワワ。第51話Bパートで一時失踪するが、マニーたちの努力ですぐ発見された。
ミルトン
エリオットが飼っている雄のニワトリ。
シュプリーモガイ
プラスンがウィング＆ナット以上に大大大好きな本作中の漫画の主人公。ガイが自分とほぼ同じ容姿をしているという理由だけで、プラスンは「自分はなんでもできる」と錯覚して暴走するが、マイナーなど他の6つの道具 はそれに愛想をつかせて仕事放棄するもプラスンの危機に急いで応援に駆けつけ、事なきを得る。
マヌエル
声 - 細井治
顔と名前（の一部）はマニーと似ているが、彼のご先祖様でも何でもない。開拓時代のシートロックヒルズで鍛冶屋をしている。
雑貨屋
声 - 嶋村カオル
本名不明。顔はケリーと似ているが、普段着は長袖シャツ＆スカート姿でメガネもかけている。
ランパートさん
声 - 入江崇史
フルネームは「レフティー・ランパート」。顔はロパートさんと似ているが、チョビひげを生やしている。開拓時代のシートロックヒルズでカウボーイをしていて、愛馬のダフィーはフラッフィーと目元がやや似ている。頭頂部にかかっている細い髪の毛の束はロパートさんと同じだが、それを固定している方向は彼と逆で左側。
ロシータ市長
声 - MAI
開拓時代の市長。顔はローザ市長と似ているが、ジャージ風の服装のためにローザ市長よりは体つきがほっそりしている。
チェッカーズ
『しょうぼうしマニー』に登場。ダルメシアンの消防犬。
チャーリー
同じく『しょうぼうしマニー』に登場。消防訓練用のダミー人形だが、重量は人間一人分あり、ケリー単独では運べなかった。

## サブタイトル
「日本語版タイトル→原題（カッコ内）」の順に表記。
1. くっついたふたり（A Sticky Fix）／ペンキぬり（Paint Job）
2. ノビッチのクッキー（Stretch's Cookies）／マイナーの ほん（Page Turner）
3. がんばれシメール（Tight Squeeze）／ジュリエッタのかいぶつ（Julieta's Monster）
4. しっぱいにきをつけて（Tool In a China Shop）／シートロックヒルズへようこそ（Welcome to Sheet Rock Hills）
5. ペットは たいへん（Pet Problem）／プラスンのしごと（Felipe's New Job）
6. モンキのちいさなうそ（Rusty's Little Light Lie）／シメールのしっぱい（Squeeze in a Pinch）
7. モンキの ゆうき（Rusty to the Rescue）／ピニャータ・パーティー（Piñata Party）
8. トンはドライバー?（Pat the Screwdriver）／おねえちゃん（Big Sister）
9. スーパーヒーロー（Supremoguy）／いろんなことば（Tool Talk）
10. ビッグフレンド（Amigo Grande）／トンを さがせ（Tool for Sale）
11. くつやさん（Shoe Biz）／あたらしい ともだち（The New Kid）
12. まつり と つまり（Sinko de Mayo）[18]／いちばんのしゅうりやさん（Best Repairman）
13. いそがしいクリスマス（A Very Handy Holiday）
14. おおどけい（Time Out）／スポットライト（Shine Bright）
15. ミュージック（Musica）／アイスはいかが?（Ice Cream Team）
16. ちゅうもんのおおいみせ（Not-so-Fast Food）／メリーゴーラウンド（Tool Games）
17. ワンダーツール（Wonder Tool）／ゲームだいすき（Tool Games）
18. マニーおじさん（Uncle Manny）／ねこの こもり（Kitty Sitting）
19. にぎやかなきゅうじつ（A Very Handy Holiday）
20. めいたんていキルリ（Detective Dusty）／モンキのラジオ（Radio Rusty）
21. クラブに はいろう（Join the Club）／かぜひきマニー（Manny's Sick Day）
22. グランパの はたけ（Abuelito's Garden）／しょうぼうしょのしごと（Firehouse Tools）
23. ドライバーのヒーロー（Felipe Strikes Out）／トンのひらめき（Pat's Big Idea）
24. おやすみのひ（Squeeze's Day Off）／レナルドの おいしいかんばん（Renaldo's Pretzel Castle）
25. ロパートさんのおかあさん（Mr. Lopart's Mother）／ジリスのわな（Gopher Help）
26. ハロウィン（Halloween）／シメールのマジック・ショー（Squeeze's Magic Show）
27. エリオットの みせばん（Elliot Minds the Store）／シメールの やくそく（Squeeze Makes a Promise）
28. マニー しゅつどう!（Manny To the Rescue）／おたすけハンド（Handy Hut）
29. あかりのしゅうり（Light Work）／おじいちゃんのトマト（Abuelito's Tomates）
30. おもちゃのどうぐ（Tools For Toys）／マニーのネズミとり（Manny's Mouse Traps）
31. みずうみに いこう（All Tools On Deck）／ダンスを おどろう（Tool Dance）
32. ふたごのライルとリーランド（Lyle and Leland Lopart）／まちじゅう まっくら（Blackout on the Block）
33. とけいだいの おばけ（Haunted Clock Tower）／18しゅるいのスムージー（Oscar's House Of 18 Smoothies）
34. スケートボード（Skateboard Park）／カウボーイのマニー（Cowboy Manny）
35. あがったり さがったり（Ups and Downs）／はなざかり（Bloomin' Tools）
36. ロパートさんのたんじょうび（Happy Birthday Mr. Lopart）／ボーイスカウト（Scout Manny）
37. シメール くっつく（Squeeze Sticks）／バスケットボール（Basketball For All）
38. はっぴょうかい（Talent Show）／おじいちゃんのヤードセール（Abuelito's Yard Sale）
39. プラスンのしゃっくり（Felipe's Hiccups）／ブックポスト（Book Drop）
40. バレンタインデー（Valentine's Day）／ロパートさんのひっこし（Mr. Lopart Moves In）
41. ちょうこくか マニー（Sculptor Manny）／たいようのパワー（Manny Goes Solar）
42. だれのおとしもの?（Lost and Found）／りかの はっぴょうかい（Science Fair）
43. カメを まもれ（Saving the Turtles）／おじいちゃんのおひるね（Abuelito's Siesta）
44. ビンゴたいかい（Bingo Night）／らくがきが いっぱい（Scribble Trouble）
45. おおきな え（The Big Picture）／ほりだせ!（Dig It）
46. ながさを はかろう（Sizing Things Up）／アヤラさんの あたらしいおみせ（Mr. Ayala's New Car Wash）
47. おかしのバザー（Bake Sale）／キャンプをしよう（Camping Tools）
48. おじいちゃんのぼうえんきょう（Abuelito's Telescope）／ロパートさんのはつめい（Little Lopart）
49. そらを とんだひ（Learning To Fly）／おかしやさんの どうぐたち（Tools In the Candy Shop）
50. たのしい わがや（Home Sweet Home）／ジャッキーの ものおき（Jackie's Old Shed）
51. おじいちゃんの いびき（A Night With Abuelito）／いぬを さがせ!（Canine Case）
52. じてんしゃを こごう（Pedal 'n Tools）／コケコッコー（Cock-a-Doodle-Do）
53. ダニー・スター（Danny Starr）／キンセニエラ（Quinceanera）
54. ピッカー（Flicker）／タイムカプセル（Manny's Time Capsule）
55. おおみそかに おおさわぎ（Have A Handy New Year）
56. えいがに いこう!（Movie Night）／サボテン（Cactus Manny）
57. うみの いちにち (A Day at the Beach)／パーティーのドレス (The Party Dress)[19]
58. フランクの とこやさん（Frank's Barber Shop）／あらしが くる（Rusty's Second Wind）
59. とくべつな こづつみ（Special Delivery）／エリオットの あたらしいしごと（Elliot's New Job）
60. マニーの へんしん（Manny's Makeover）／うたうヘアサロン（A Singing Salon）
61. きふを　しよう（The Great Donate）／おじいちゃんのしゅうり（Abuelito In A Fix）
62. 100にんめの おきゃくさん（Picture Perfect）／くみたては たいへん（Some Assmebly Required）
63. じゅもくのひ（Arbor Day）／ピッカーのことば（Flicker Speaks English）
64. ちからを あわせて（Fun and Games）／あきの はっぱ（Autumn Leaves）
65. むかしシートロックヒルズで（The Good, The Bad, And The Handy）
66. ちかしつの ウサギ（Bunny in the Basement）／エディのスクーター（Fast Eddie's Scooter）
67. フランシスコが まちにくる（Francisco Comes To Town）／こわれた はし （Broken Drawbridge）
68. ペペのロケット（Pepe's Rocket）／すてきな みなみのしま（The Best Vacation Ever）
69. おたすけマニーのオートバイ（Handy Manny Motorcycle Adventure）
70. （※第69話と1時間編成））
71. ピッカーのがっき（Flicker Joins the Band）／ピザのおみせ（Paulette's Pizza Palace）
72. バーベキューは どっち?（Which Way to the Barbeque?）／ハエとトマト（Back on Trance）
73. まいごのクジラ（A Whale of a Tale）／ジュリエッタの は（Julieta's Loose Tooth）
74. ロパートさんの ふねのたび（Mr. Lopart Sails Away）／ペペはジュースやさん （Pepe's Agua Fresca Stand）
75. マニーの だいレース（Handy Manny Big Race）
76. ネジネジ ダンス（The Twisty Turn Twist）／しちょうの おうち（Mayor Rosa's Chimney）
77. うみの しんごう（Seal Appeal）／トンの くちぶえ（Pat Lightly）
78. ふぶきの クリスマスイブ（Flicker Saves Christmas）
79. キラキラのクリスマスデコレーション（The Ayala's Christmas Extravaganza）／ミニ・ゴルフ（Mini Golf Game）
80. おはなしタイム（Story Hour）／かいぞくロパート（Long John Lopart）
81. アースデー（The Earth Day Challenge）／ダリオ・ダンス（Dario Dance）
82. レナルドとクマールさん（Good Fences）／チョウチョ（Butterflies）
83. チコ ようちえんにいく（Chico Goes to Preschool）／ケリーのチリ（Kelly's Chilli）
84. あたらしいなかま (The Tools' New Team)
85. てんらんかい（Art Show）／タイムカプセル（The New Time Capsule）
86. げんきがでるあさごはん (Breakfast of Champions) ／ボーリングたいかい (Bowling Night)
87. ポイすての　はんにん (To Catch a Litter Bug)／みんなの　はたけ (Community Garden)
88. リーラのたんじょうび (Leela's Birthday Party)／しばかりき (Abuelito's Mower)
89. マニーのおおしごと (Handy Manny Big Construction Job）
90. （※第89話と1時間編成）
91. いぬのドア(Doggie Door)／ロッキング・チェア(Rocking Chair)
92. ゆきのひ（Snow Day）／スサナのにんぎょうのいえ（Susanna's Dollhouse）
93. そとであそぼう!（The Great Outdoors）／カウボーイのりょうり（The Cowboy Cookout）
94. 4ひきの　こいぬ(Just One of the Puppies)／ペット・ピクニック(Pet Picnic)
95. おおきなテーブル(Table for Too Many)／にだんベッド(Bunk Bed)
96. ピッカーのサッカー（Flicker the Kicker）／シートノックヒルズ　ストライカーズ（The Sheet Rock Hills Strikers）
97. シュウリンのしゅうり（Fixit's Repair）／せかいにひとつ（Pottery Class）
98. うみのおおそうじ（Beach Clean Up）／おおきなねっこ（Root Damage）
99. ニワトリかたまごか（The Chicken or The Egg）／しゃしんコンテスト（Picture this）
100. うちゅうせんのしゅうり（A Job From Outer Space）／ハロウィーンのこわいおと（Sounds Like Halloween）
101. しゅうりこうじょうをまもれ！ (The Great Garage Rescue)
102. （※第101話と1時間編成）
103. マニーのすごいぼうけん (Manny's Wilderness Adventure)
104. モンキのまほう（Fearless Rusty）／みずのみば（Dog Fountain）
105. ウイングとナットがやってくる! (The Wing and Nut Challenge)／キルリのゆめ(Dusty's Big Day)
106. ゆきやまのだいじけん (Snow Problem)
107. おたすけマニーと7つのどうぐ (Hamdy Manny and The 7 Tools)
108. （※第107話と1時間編成）
109. セント・パトリックスデー (St. Patrick's Day)
110. みぎとひだり(The Right Stuff)／どうぶつのびょういん (Vet Visit)
111. やねうらのコウモリ（Mrs. Lopart's Attic)／シュートをきめろ！（Hoop Dream）
112. しょうぼうしマニー (Firefighter Manny)
113. （※第112話と1時間編成）
114. ハンクのたんじょうび (Hank's Birthday)
115. ケリーのしゃしんさつえい（Kelly's Big Photo Shoot）／なぞのでんわ（Phone Fix）
116. Grandpaのけっこんしき(Wedding Day)
117. バレンタイン・デーのパーティー(Valentine's Day Party)

## 番外編

### マニーのツール・スクール (Handy Manny's School for Tools)
『マニーのツール・スクール』は、上記シリーズ物とは独立した話であり、2～3分程度の短編。ただしサブタイトルはシリーズ物と異なり表示されない。
ここではマニーが講師役となり、シメールやノビッチなどの道具たちと会話を交えながら、視聴者（対象は幼児～小学校低学年）に一般的な道具（マニーと常に一緒にいる仲間たちを含む）の使用法を教える内容である。
したがって、ここでの登場人物はマニーと仲間の道具たちだけである。

### いつも元気に
上記『マニーのツール・スクール』もまた「小規模なシリーズ物」であり、それ以外に単発のエピソード『いつも元気に』が存在する。「マニーが仕事をする前及び仕事をした後の健康管理を説明する」という内容となっている。

### おたすけマニーのオートバイ (Handy Manny Motorcycle Adventure)
第69話、70話の1時間枠として放送。
ゲストキャラとして、マニーの親族たちが集中的に登場する。

### マニーのおおしごと (Handy Manny Big Construction Job)
第89話、90話の1時間枠として放送。
特別枠内では何度か放送されたことがある（初放送された年月日は不明）が、専門チャンネルでは2013年9月7日に初放送。
ある日、マニーは旧知のダンディ・ダンに「数日間一緒に働いてくれないか？」と勧誘される。ダンは以前シートロックヒルズに住んでいたが現在はコンクリートフォールズに移住し、そこで建設会社の社長をしていた。意気揚々と承諾するマニーだが、シメールなどに指摘されるまで1人残されるシュウリンのことに気づかず、とりあえずシュウリンの世話と自分の仕事の代行をロパートさんに託すことになった。
マニーがダンの待つ建設現場に着いたころ、ロパートさんはクマールさんなどの家のトラブルを引き受けて直したつもりだったが、どこの家でも状況はかえって悪くなった。ノビッチやマイナーたちは、仕事中にダンのお供の道具（削岩機のサック＆電動ドリルのドルリ）の圧倒的な能力を見せつけられ、8人全員が「シートロックヒルズに帰りたい」と思い始めた。だが、マニーはダンに「もう1日2日どうかな」と言われて悩むが、ロパートさんによる自己流修理の手落ちから生じた人々の不満を集中的に浴びせられたケリーがたまりかねてダンの工事現場までマニーを迎えに行き、ついにマニーは決断してダンの要請を断り、ケリーや道具たちとともにシートロックヒルズに帰っていった。
通常のOPとは画面が異なり、マニーが重機を使って金属製の看板を設置している。

### しゅうりこうじょうをまもれ！ (The Great Garage Rescue)
第101話、102話の1時間枠として放送。
通常の放送枠とは違う時間帯で年に数回放送される。

### おたすけマニーと7つのどうぐ (Hamdy Manny and The 7 Tools)
第107話、108話の1時間枠として放送。
2014年7月19日にディズニー・チャンネルで初放送。

### しょうぼうしマニー (Firefighter Manny)
第112話、113話の1時間枠として放送。
2013年1月14日に特別枠内で初放送。
ある日、マニーとケリーはロパートさんが自分の店の2階付近で破れたポスターの切れ端にしがみついているのを発見し、急いで彼を助けるが、その働きを通報で駆けつけたエドゥアルド署長に評価され、2人とも消防ボランティアをやることになる。

## 主題歌
『おたすけマニー』
訳詞 - いずみつかさ、作詞・作曲・歌 - ロス・ロボス、日本語版歌唱 - ミュージック クリエイション

## 日本語版スタッフ
- 翻訳/訳詞 - いずみつかさ
- 演出 - 鈴木彩子
- 音響演出 - 深沢茂行
- 録音 - 上村利行
- 録音制作 - スタジオ・エコー
- 日本語版製作 - Disney Character Voice International, Inc.